# Buchanan (Dacota do Norte)
Buchanan é uma cidade localizada no estado norte-americano de Dacota do Norte, no Condado de Stutsman.

## Demografia
Segundo o censo norte-americano de 2000, a sua população era de 77 habitantes. 
Em 2006, foi estimada uma população de 72, um decréscimo de 5 (-6.5%).

## Geografia
De acordo com o United States Census Bureau tem uma área de 
0,2 km², dos quais 0,2 km² cobertos por terra e 0,0 km² cobertos por água.

## Localidades na vizinhança
O diagrama seguinte representa as localidades num raio de 28 km ao redor de Buchanan. 